# Groepsschuilplaats Type P

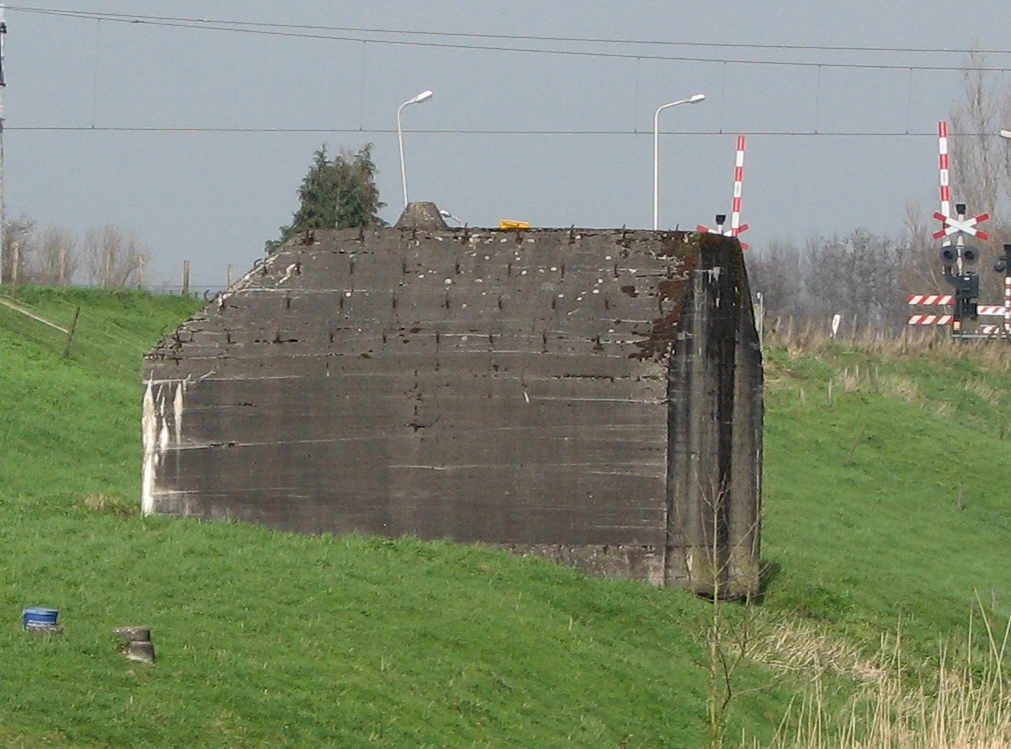
Groepsschuilplaats aan de Diefdijk bij Leerdam

Een Groepsschuilplaats Type P, vanwege de karakteristieke vorm vaak ook Piramide genoemd, is een in zwaar gewapend beton uitgevoerd Nederlands militair bouwwerk uit de mobilisatieperiode 1939-1940, bedoeld als schuilplaats voor een groep (10-13 man) infanteristen bij artilleriebeschietingen. In tegenstelling tot een kazemat heeft een groepsschuilplaats geen actieve gevechtsfunctie, er zijn geen opstellingsplaatsen voor wapens als mitrailleurs of kanonnen.

## Beschrijving
Een groepsschuilplaats is circa 8,2 m lang, 6,5 m breed en 4,85 m hoog. De buitenmuren zijn 1,5 m dik, die aan de niet-afgeschuinde frontzijde 1,8 m en de binnenmuren 0,8 m, terwijl de bovendekking 2,15 m en de bodemplaat 0,9 m dik zijn. Deze diktes waren conform Voorschrift Inrichting Stellingen (een serie door de KMA in 1928-1934 uitgegeven handboeken), in dit geval voor een weerstandsvermogen tegen een voortgezette beschieting met 21 cm brisantgranaten en enkele voltreffers van 28 cm (W 21-28). De afwachtingsruimte (zie afbeelding 3) is 3,5 m lang en 3,0 m breed. Er werden ook lichter (W 15-21) uitgevoerde exemplaren gebouwd die door de dunnere wanden en dekkingen kleiner zijn.
Aan de achterkant van de groepsschuilplaats bevindt zich de ingang met hoge drempel, deze geeft toegang (3 treden af) tot een portiekje dat bestreken wordt door een schietgat vanuit de afwachtingsruimte (zie afbeelding 2). Naar links bevindt zich een deur naar een portaal, van waaruit via een tweede deur naar rechts de verblijfsruimte betreden kan worden. De deuren openden naar buiten zodat een eventuele explosiedruk de deur dicht zou drukken. Het portaal kon dienen als sluis tegen strijdgassen. De schuilplaats is verder voorzien van doorvoeren voor ventilatie, telefoon en, naar boven, voor een periscoop. De deuren zouden in dik staal uitgevoerd en driedelig zijn, het middelste deel diende als noodluik voor als de deur geblokkeerd zou raken. Aan de haken langs de schuine zijden kon camouflagemateriaal bevestigd worden. Boven de ingang is vaak het bouwjaar of het vak- en volgnummer als reliëf in het beton ingegoten.

## Locaties
Voor militairen in loopgraven was het noodzakelijk een schuilplek te hebben tijdens beschietingen. De groepsschuilplaats was hiervoor een oplossing in vlak en open terrein waar camouflage en goede dekkingsmogelijkheden ontbraken.

Bij de versterking de Vesting Holland in 1939 en 1940 zijn, met name in het oostfront (de voormalige Nieuwe Hollandse Waterlinie) en in het Zuidfront aan de Nieuwe Merwede en het Hollandsch Diep, zo'n 570 groepsschuilplaatsen gebouwd. De meeste daarvan, ook onafgebouwde, zijn nog aanwezig, zij het meestal zonder deuren, andere onderdelen of uitrustingsstukken. Velen hebben inmiddels een monumentenstatus. Een uniek dubbel exemplaar bevindt zich aan de Machinekade in Maarssen. Daar is de onderkant te zien.
De meeste van de schuilplaatsen zijn dichtgemetseld en daardoor niet toegankelijk. Op het buitenterrein van het Muizenfort in Muiden staat een schuilplaats die wel van binnen is te bezichtigen. Via het museum kan men naar de voorzijde van het fort en dan is de groepsschuilplaats te bereiken na een korte wandeling door de loopgraven. Ook bij het Werk aan het Spoel is een schuilplaats van dit type van binnen te bezichtigen. Aan de Diefdijk bij de A2 staat een doormidden gezaagde schuilplaats, waardoor de dikte van de muren, vloer en plafond duidelijk te zien is.

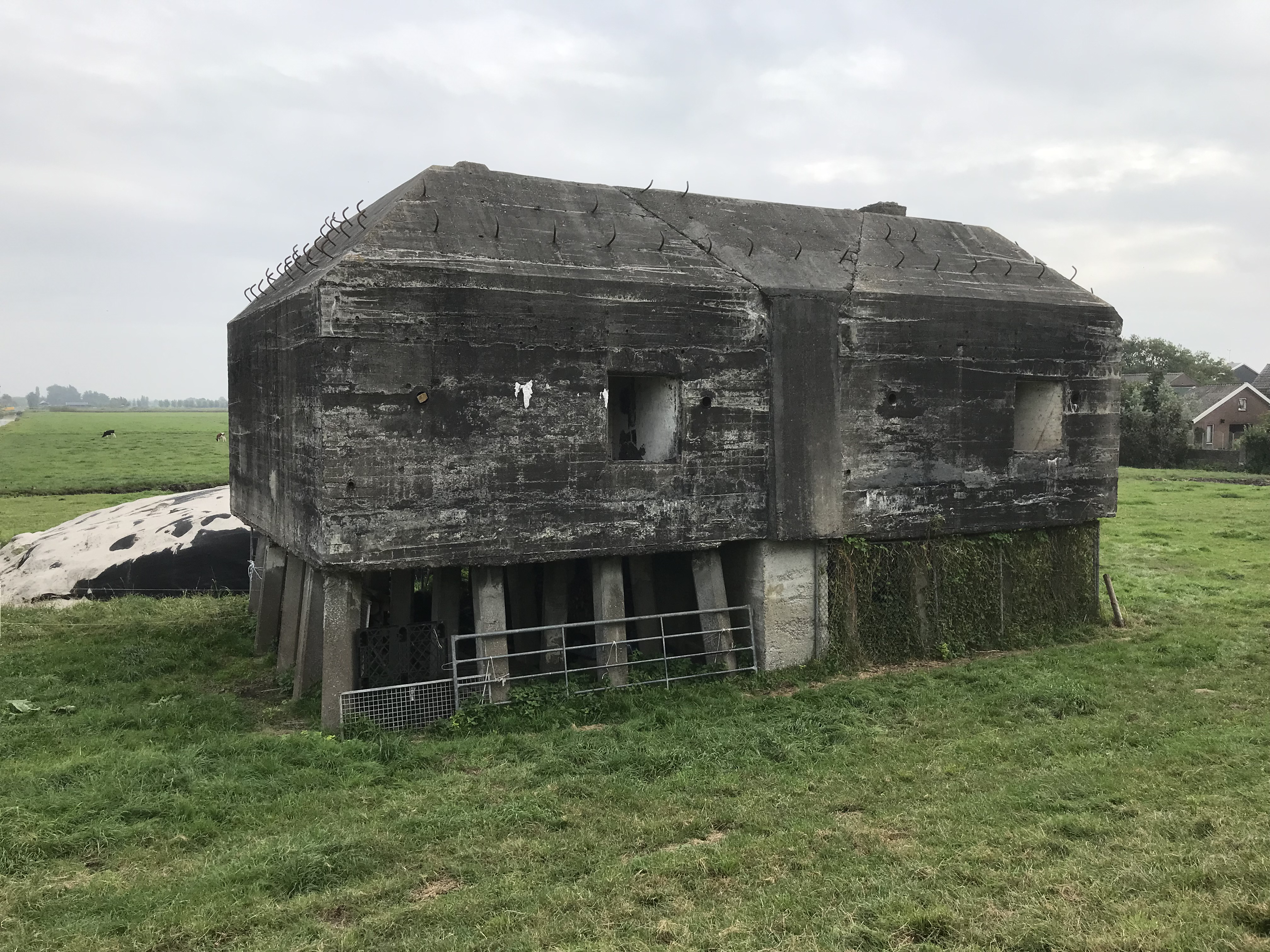
Unieke dubbele groepsschuilplaats te Maarssen.
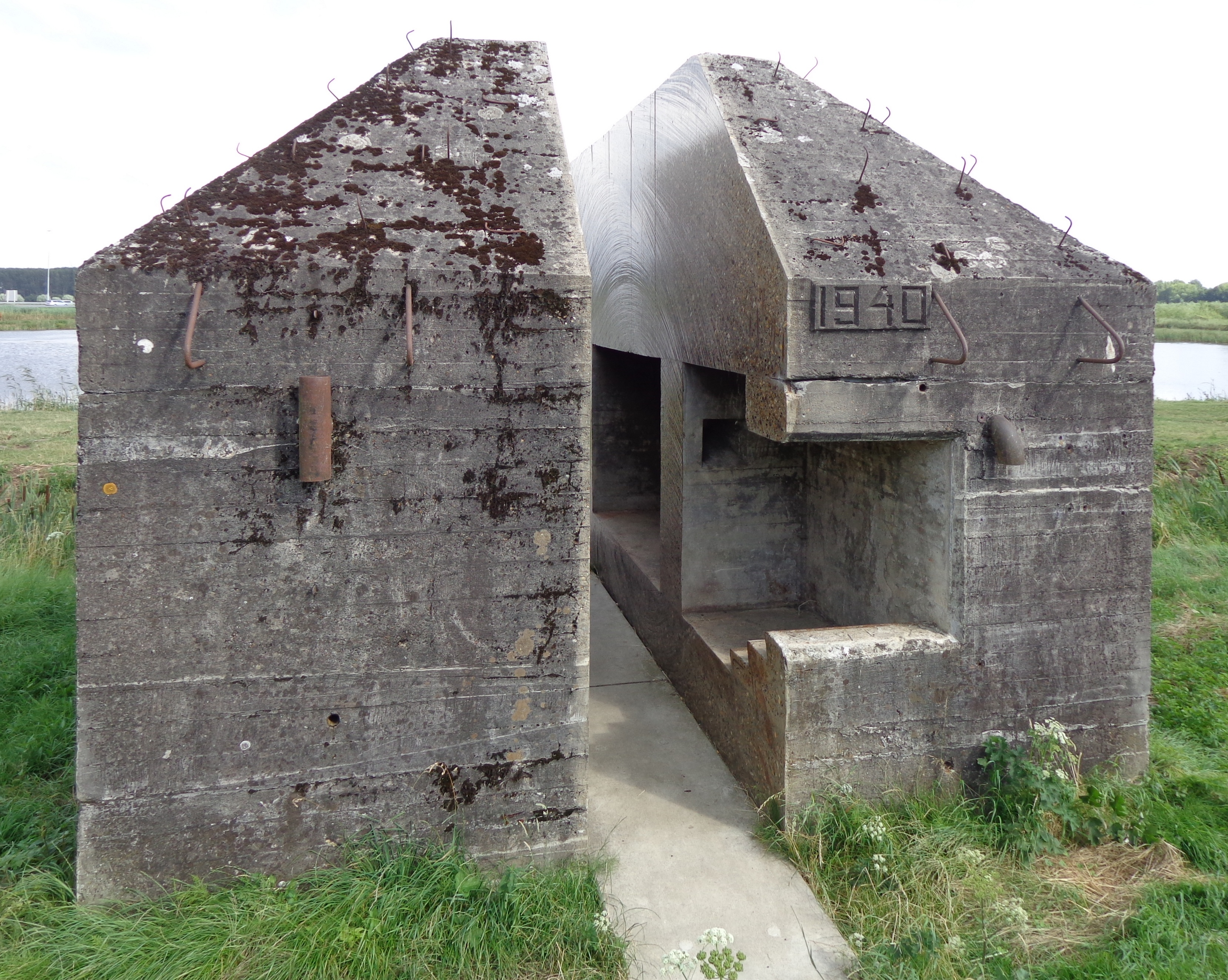
Doormidden gezaagde groepsschuilplaats aan de Diefdijk bij de A2.
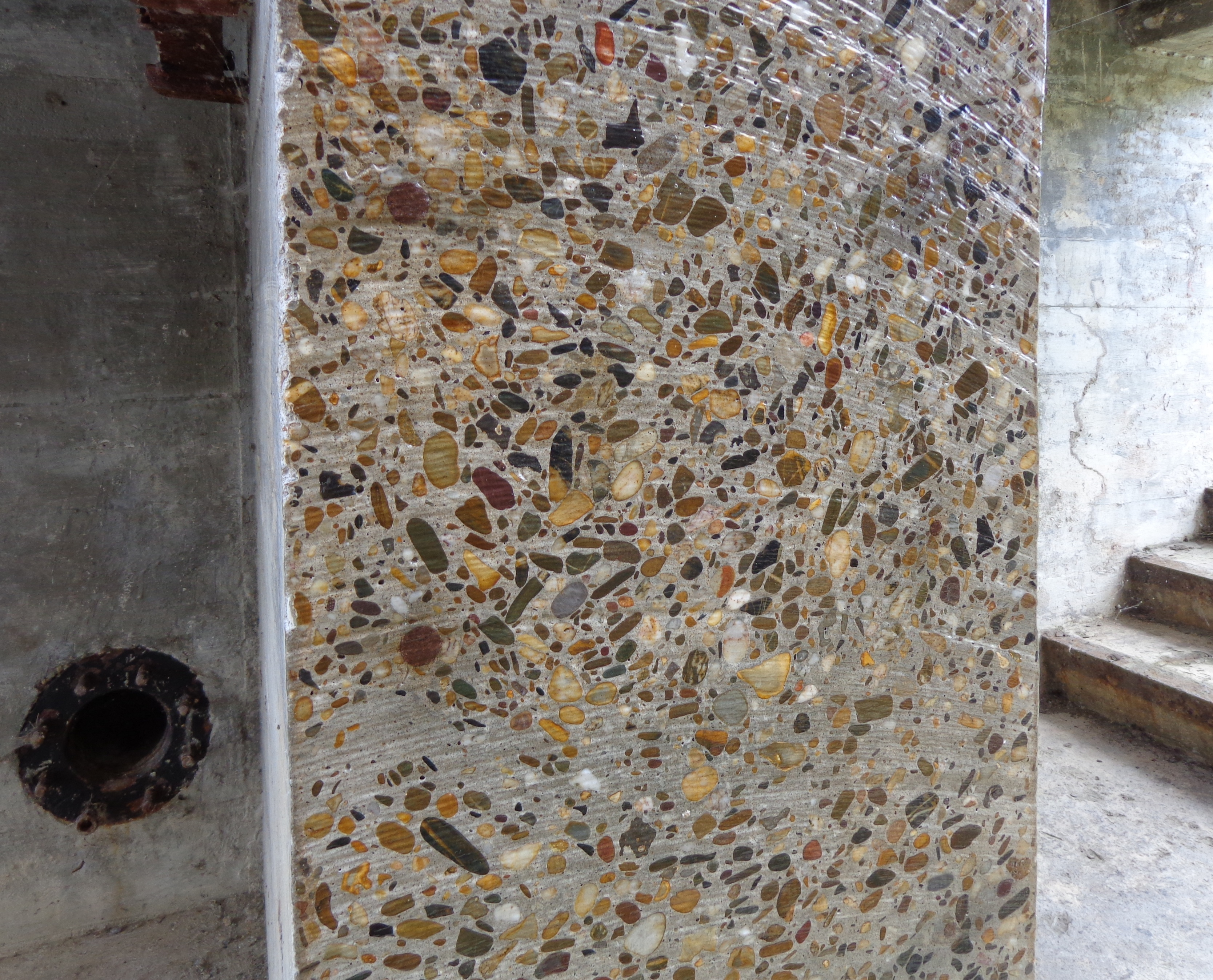
Detail van de doormidden gezaagde groepsschuilplaats aan de Diefdijk bij de A2.
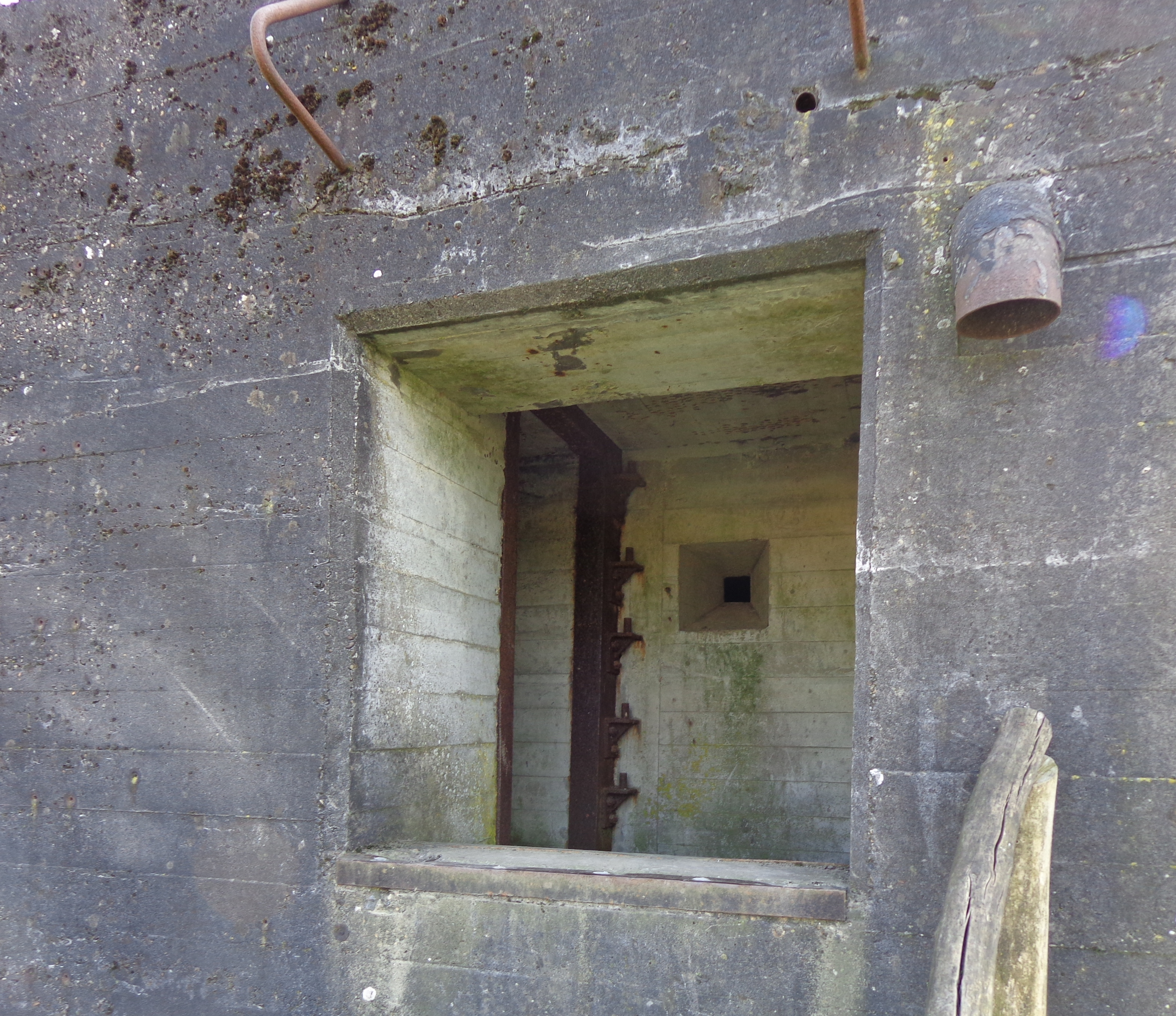
Ingang van een groepsschuilplaats. Let op het schietgat.
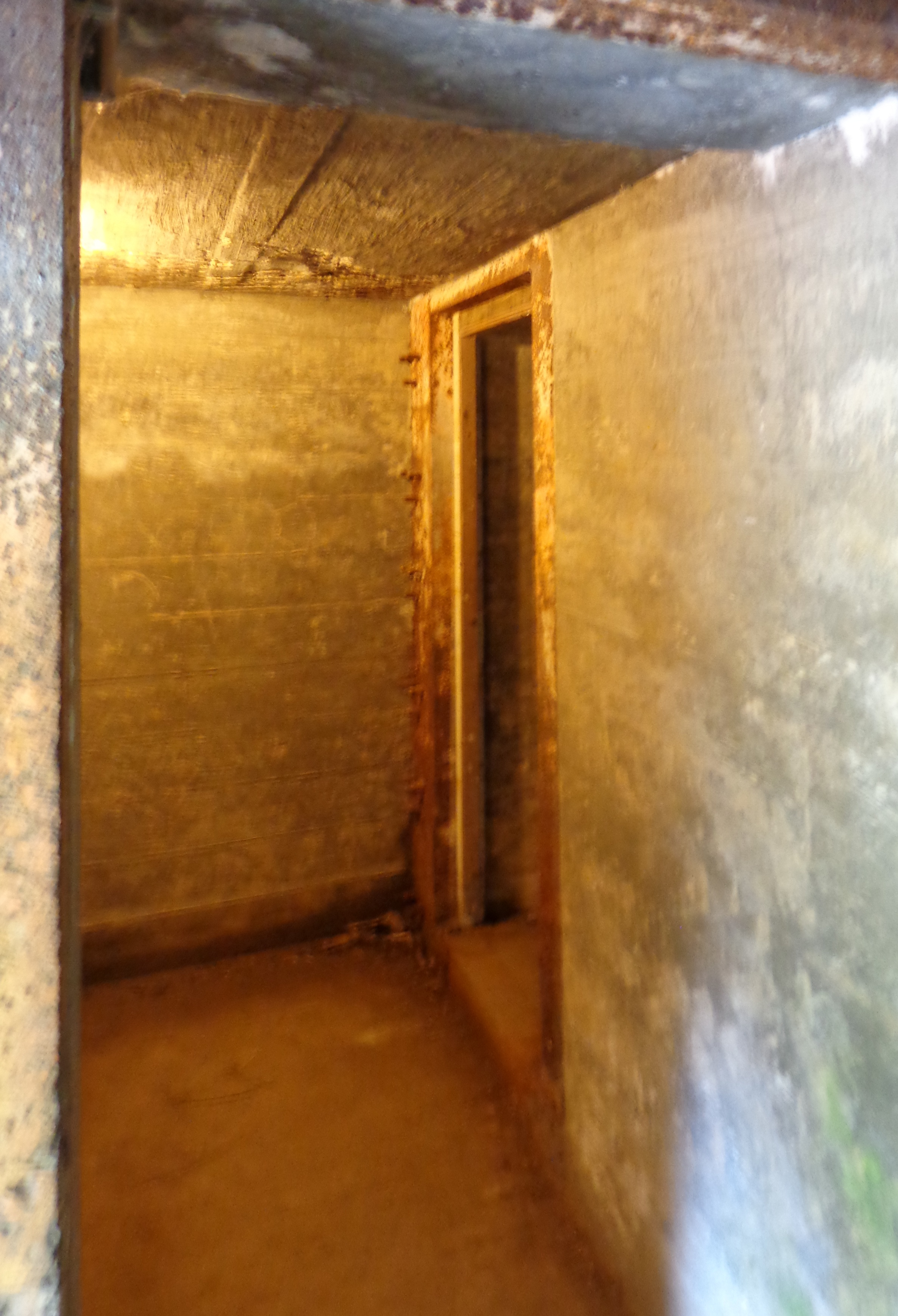
Voorportaal.
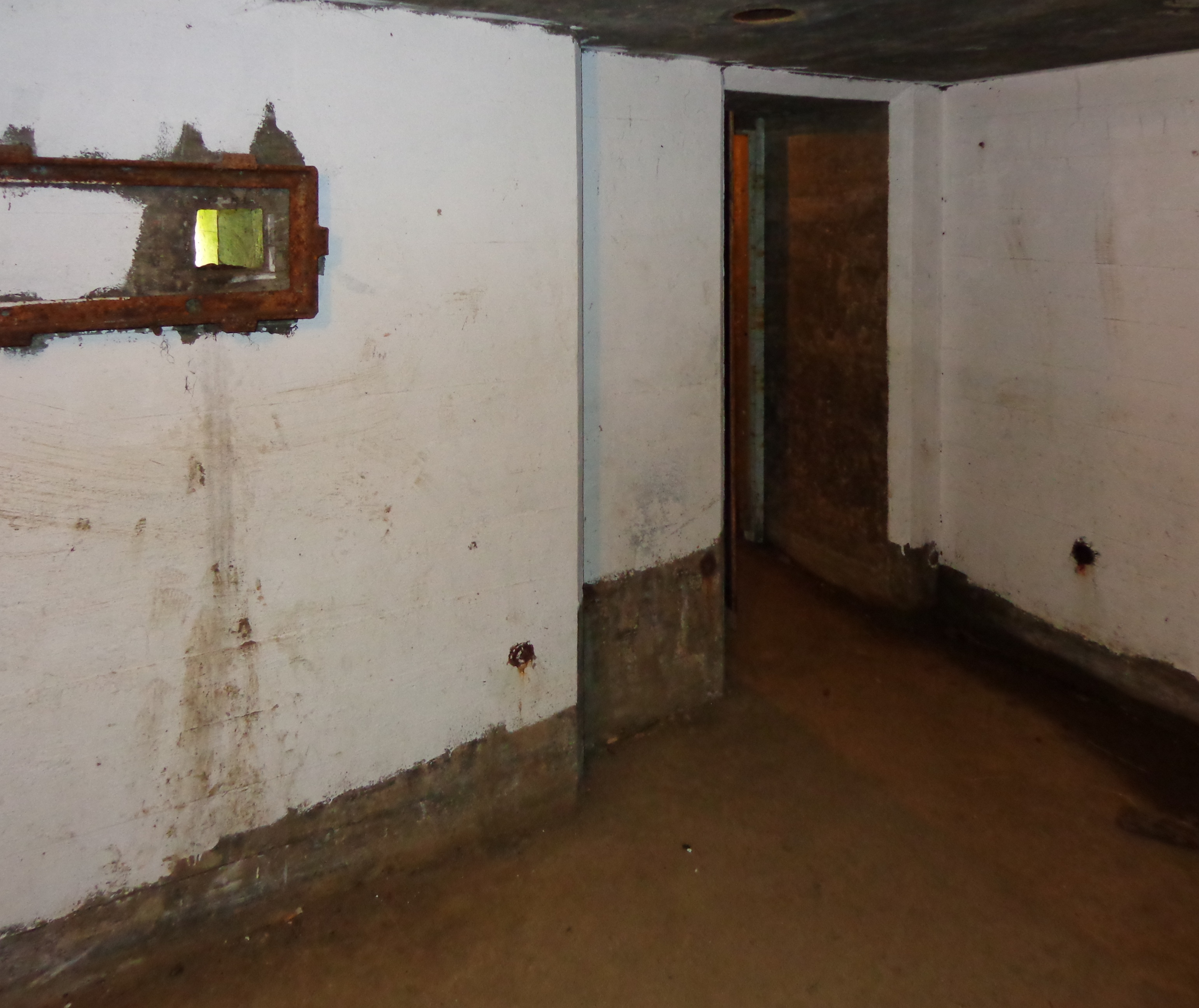
Interieur met zicht op het schietgat en deur vanaf het voorportaal.
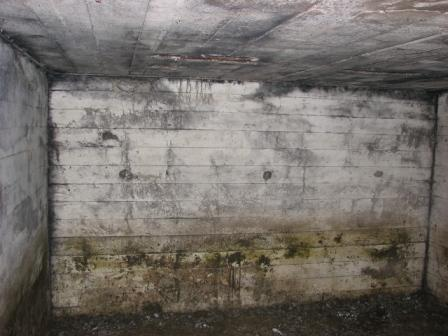
Interieur van een groepsschuilplaats.